# Ibrahim Ghaleb
Ibrahim Mohammed Ghaleb Jahshan (arabisch إبراهيم محمد غالب جحشان, DMG Ibrāhīm Muḥammad Ġālib Ǧaḥšān; * 28. September 1990 in Ra's Tanura) ist ein saudi-arabischer Fußballspieler.

## Karriere

### Verein
Seit mindestens der Saison 2008/09 stand er im Kader von al-Nasr, bevor er zur Saison 2019/20 nach al-Faisaly wechselte. In seiner Zeit bei al-Nasr gewann er mit seiner Mannschaft drei Mal die saudische Meisterschaft und einmal den Saudi Crown Prince Cup.

### Nationalmannschaft
Seinen ersten Einsatz für die A-Nationalmannschaft hatte er am 9. Oktober 2010 bei einem 4:0-Freundschaftsspielsieg über Usbekistan. Hier stand er in der Startelf und wurde in der 80. Minute beim Stand von 3:0 für Khaled Asiri al-Zealaiy ausgewechselt. Nach weiteren Freundschaftsspielen kam er beim Golfpokal 2010 auf einige Einsätze. Sein erstes großes Turnier war die Asienmeisterschaft 2015 mit weniger als 60 Minuten Spielzeit. Nach einer Kreuzbandverletzung kam er einige Jahre nicht zum Einsatz. Sein letztes Spiel hatte er bei der Asienmeisterschaft 2019, in der Schlussphase des Gruppenspiels gegen den Libanon für ein paar Minuten nach Einwechselung.